# Експрес на Касабланку
Експрес на Касабланку (англ. Casablanca Express) — італійський бойовик 1989 року.

## Сюжет
Січень 1943 року. Вінстон Черчилль летить в Марокко на зустріч з президентом США Рузвельтом, але його літак здійснює вимушену посадку в Алжирі. Спецслужби союзницьких військ вирішують переправити прем'єр-міністра до Касабланки поїздом. Хоча цей план розробляється в обстановці найсуворішої таємності, про нього стає відомо противнику. Німецький десант захоплює і мінує експрес. Врятувати життя глави уряду і десятків мирних пасажирів повинен найкращий агент британської розвідки Алан Купер.

## У ролях
| Актор           | Роль                  |
| --------------- | --------------------- |
| Джейсон Коннері | Алан Купер            |
| Франческо Квінн | капітан Франкетті     |
| Джині Стеффан   | лейтенант Лорна Фішер |
| Манфред Леманн  | Отто фон Тібліс       |
| Жан Сорель      | майор Вальмор         |
| Дональд Плезенс | полковник Бейтс       |
| Гленн Форд      | генерал-майор Вільямс |
| Луїза Манері    | Нанні                 |
| Хорст Шон       | священик              |
| Девід Брендон   | Джейсон Ллойд         |
| Джон Еванс      | Вінстон Черчилль      |